# Gare d'Arima-Onsen
La gare d'Arima-Onsen (有馬温泉駅, Arima-Onsen-eki) est une gare ferroviaire terminus située à Kobe, dans la préfecture de Hyōgo au Japon. La gare est exploitée par la compagnie Shintetsu.

## Situation ferroviaire
La gare d'Arima-Onsen est située au point kilométrique (PK) 22,5 de la ligne Shintetsu Arima dont elle marque la fin.

## Histoire
La gare est inaugurée le 28 novembre 1928.

## Service des voyageurs

### Accueil
La gare dispose de guichets et des automates pour l'achat de titres de transport. Elle est ouverte tous les jours.

### Desserte
- Ligne Arima :
  - voies 1 et 2 : direction Tanigami et Shinkaichi

## Dans les environs
- Arima onsen